# Siegfried-Kracauer-Preis
Der seit 2013 jährlich vergebene Siegfried-Kracauer-Preis für Bester Filmkritik wurde von der MFG Filmförderung Baden-Württemberg in Zusammenarbeit mit dem Verband der deutschen Filmkritik (VdFk) gestiftet. Inzwischen wird der Preis auch in Zusammenarbeit mit zwei weiteren regionalen Filmförderinstitution vergeben: der Film- und Medienstiftung NRW und der Mitteldeutschen Medienförderung (MDM).  Ab 2024 wird ein zweiter Preis, der Siegfried-Kracauer-Preis für Beste innovative Form der Filmkritik, vergeben.

## Beschreibung
Der Preis wird nach dem 1941 in die USA emigrierten deutschen Soziologen, Filmtheoretiker, und Journalisten Siegfried Kracauer (1889–1966) benannt.
Als Anlass für die Einrichtung diesen einzigen deutschen Preis, der ausschließlich für Filmkritik vergeben wird, stellt die MFG Filmförderung fest, dass Filmkritik „einen wichtigen Faktor, um Positionen zu zukünftigen Herausforderungen zu finden [ist]. Denn die mediale Rezeption und journalistische Rezension von Filmen schafft jene Öffentlichkeit, die Voraussetzung dafür ist, die Filmtheater als Ort der Unterhaltung und der Kultur zu bewahren. Zudem liefert die Filmkritik Orientierung als auch Interpretationsansätze und unterstützt die Einordnung in den gesellschaftlichen Rahmen.“ Seit 2022 ist die Mitteldeutsche Medienförderung auch an der Preisvergabe beteiligt.
Der Gewinner wird von einer unabhängigen, jährlich wechselnden Fachjury ermittelt, die einer anonymen Auswertung der eingereichten Texte vornimmt. Aus allen Einreichungen wird zunächst eine Shortlist mit fünf Aufsätzen bekanntgegeben. Die Verleihung findet im Herbst jedes Jahr im Rahmen eines deutschen Filmfestivals statt. Die eingereichten Beiträge können aus Print, Online, Hörfunk oder Fernsehen stammen, müssen in deutscher Sprache und im deutschsprachigen Raum erschienen sein. Der Preis ist mit 5.000 Euro dotiert (Stand: 2024).
Bis 2023 vergaben die Organisatoren ein Jahresstipendium in Höhe von insgesamt 12.000 Euro an einem Autor oder einer Autorin zum Verfassen von Filmkritiken, die über das Jahr in einer Fachzeitschrift oder online veröffentlicht wurden. Im Jahr 2024 wurde die Vergabe eines Stipendiums abgelöst und mit einem zweiten Preis ersetzt. Der Siegfried-Kracauer-Preis für die Beste innovative Form der Filmkritik zeichnet „innovative, nicht ausschließlich textbasierte Formen“ aus, die geeignet sind „sich mit Filmen auf analytische Weise auseinanderzusetzen und in größerer Tiefe als eine einzelne Filmkritik originelle Sichtweisen auf Kino und Film zu vermitteln“. Einreichungen können ein audiovisuelles Format haben, wie etwa ein Podcast oder Video-Essay und müssen in deutscher Sprache und im deutschsprachigen Raum veröffentlicht worden sein.

## Preisverleihungen

### Preisverleihung 2013
- Beste Filmkritik: Cristina Nord, „Eine Kordel trennt die beiden Sphären“ (taz, 18. Mai 2012)
- Stipendium: Nico Klingler

Jury 2013:  Claudia Dillmann, Museumsdirektorin; Sarah Duve, Film-Geschäftsführerin; Dominik Kamalzadeh, Filmkritiker

### Preisverleihung 2014
Im Jahr 2014 wurde der Preis nicht vergeben.

### Preisverleihung 2015
- Beste Filmkritik: (ex aequo)  an Andreas Busche für „Zurück in die Zukunft“, erschienen in epd Film (Nr. 3.2014); und Toby Ashraf für „Tophilia“ im sissy-Magazin (30. Oktober 2014)
- Stipendium: Sven von Reden

Jury 2015: Cristina Nord, taz-Filmredakteurin und Gewinnerin des Siegfried Kracauer Preises 2013; Bettina Brokemper, Filmproduzentin; Ludwig Ammann, Geschäftsführer einer Filmdistribution

### Preisverleihung 2016
- Beste Filmkritik: Ekkehard Knörer für  Außer sich, erschienen in CARGO 29/2016 (März–Mai 2016)
- Stipendium: Patrick Holzapfel

Jury 2016: Barbara Albert, Filmregisseurin und Filmproduzentin; Joachim Kühn, Filmverleiher und Kinobetreiber; Sven von Reden, Filmkritiker und SKP-Stipendiat 2015

### Preisverleihung 2017
- Beste Filmkritik: Elena Meilicke
  - Lobende Erwähnung: Federico Sanchez
- Stipendium: Lukas Foerster

Jury 2017: Ekkehard Knörer Filmkritiker und Gewinner des Siegfried Kracauer Preises 2016; Lola Randl, Regisseurin; Manuela Stehr, Filmproduzentin

### Preisverleihung 2018
- Beste Filmkritik: Cosima Lutz mit „Zeig mir deine Wunder, du komischer Vogel“, Die Welt, Juli 2017 (Kritik zu Der Ornithologe)
  - Lobende Erwähnung: Daniel Eschkötter

- Shortlist[9]
  - Daniel Eschkötter mit „Is it future or is it past?“, CARGO, Dezember 2017  (Kritik zu Twin Peaks – The Return)
  - Rupert Koppold mit „Kadaver im Kopf“, Kontext: Wochenzeitung, März 2018 (Kritik zu Zwei Herren im Anzug)
  - Sebastian Markt mit „Auf unsere großen Leiden!“, Perlentaucher, Mai 2018 (Kritik zu Die Sanfte)
  - Lukas Stern mit „Transit“, auf filmexplorer.ch, April 2018 (Kritik zu Transit)

- Stipendium: Matthias Dell

Jury 2018: Elena Meilicke, Filmkritiker und Gewinner des Siegfried Kracauer Preises 2017; Stefan Paul, Filmverleiher; Regina Ziegler, Filmproduzentin

### Preisverleihung 2019
- Beste Filmkritik Sieger: Tobias Kniebe mit seiner Rezension des Films First Man von Damien Chazelle, erschien unter dem Titel „Der Mann im Schleudersitz“ in der Süddeutschen Zeitung am 8. November 2018.
  - Lobende Erwähnung: Daniel Kothenschulte mit dem Text „Ein falsches Bild“, erschienen in Monopol im September 2018 (Filmkritik zu Werk ohne Autor)

- Shortlist
  - Dietmar Dath mit dem Text „Wir sind überall, ihr habt es nur noch nicht gemerkt“, erschienen in Frankfurter Allgemeine Zeitung im Juni 2018 (Filmkritik zu Ocean’s Eight)
  - Michael Pfister mit seiner Filmkritik zu Nuestro Tiempo, erschienen im Filmbulletin im April 2019
  - Silvia Szymanski mit ihrer Filmkritik zu Shayne, erschienen auf critic.de im Februar 2019

- Stipendium 2019/2020: Till Kadritzke

Jury 2019: Jochen Laube, Filmproduzent; Hajo Schomerus, Kameramann und Regisseur; Cosima Lutz, Filmkritikerin und Gewinnerin des Siegfried Kracauer Preises 2018

### Preisverleihung 2020
- Beste Filmkritik: Dietmar Dath mit „Killermaschinistinnen vor!“, Filmkritik zu Tim Millers Terminator: Dark Fate, erschienen in der Frankfurter Allgemeine Zeitung am 23. Oktober 2019

- Shortlist:
  - Andreas Busche mit „Gitarrensolo für Johanna“, Filmkritik zu Bruno Dumonts Jeanette und Jeanne d’Arc, erschienen im Tagesspiegel am 25. Dezember 2019
  - Daniel Eschkötter mit „Roubaix, une lumière“, Filmkritik zu Arnaud Desplechins Roubaix, une lumière, erschienen im Filmbulletin am 15. Oktober 2019
  - Robert Lorenz mit „All About Eve“, Filmkritik zu Joseph L. Mankiewicz‘ All About Eve (1950), erschienen auf filmkuratorium.de am 29. März 2020
  - Philipp Stadelmaier mit „Synonymes“, Filmkritik zu Nadav Lapids Synonymes, erschienen im sissy-Magazin am 5. September 2019

- Stipendium: Esther Buss

Jury 2020: Melanie Andernach, Filmproduzentin; Jan Bonny, Filmregisseur und Drehbuchautor; und Till Kadritzke, Filmkritiker und Gewinner des Siegfried Kracauer Stipendiums 2019/2020

### Preisverleihung 2021
- Beste Filmkritik: Olga Baruk mit „Verbitterte Ichs aus der Zukunft“, eine Filmkritik zu Elsa Kremsers und Levin Peters Space Dogs erschienen im Perlentaucher am 24. September 2020

- Shortlist
  - Lukas Foerster mit „Zentrifugales Denken“, Filmkritik zu Alexander Kluges und Khavns Orphea, erschienen im Perlentaucher am 15. Oktober 2020
  - Lili Hering mit „Cassandras erstickende Schreie“, Filmkritik zu Emerald Fennells Promising Young Woman, erschienen auf Zeit online am 23. April 2021
  - Daniel Moersener mit „Kurzatmige Geschichte“, Filmkritik zu Benedict Andrews Jean Seberg – Against All Enemies, erschienen in Jungle World am 10. September 2020
  - Axel Weidemann mit „Abrissunternehmer und Affe am Abgrund“, Filmkritik zu Adam Wingards Godzilla vs. Kong, erschienen in der Frankfurter Allgemeine Zeitung am 30. Juni 2021

- Stipendium: Daniel Kothenschulte

Jury 2021: Jakob D. Weydemann, Filmproduzent; Torsten Frehse, Filmverleiher; und Esther Buss, Filmkritikerin und Gewinnerin des Siegfried Kracauer Stipendiums 2020/21

### Preisverleihung 2022
- Beste Filmkritik: David Hugendick mit „Viel los da oben“, Filmkritik zu Joseph Kosinskis Top Gun: Maverick, erschienen in Die Zeit am 19. Mai 2022

- Shortlist
  - Dietmar Dath mit „Frag nur nie, um was wir spielen“, Filmkritik zu Paul Schraders The Card Counter, erschienen in der Frankfurter Allgemeine Zeitung am 28. Februar 2022
  - Patrick Holzapfel mit „Nur der Mensch bleibt Mensch“, Filmkritik zu Ulrike Frankes und Michael Loekens We Are All Detroit, erschienen im Perlentaucher am 12. Mai 2022
  - Katja Nicodemus mit „Der Pakt der Illusionisten“, Filmkritik zu Guillermo del Toros Nightmare Alley, erschienen in der Die ZEIT am 13. Januar 2022
  - Carolin Weidner mit „Klarsichtige Verwirrtheit“, Filmkritik zu Saskia und Ralf Walkers Der Siebzehnte, erschienen im Perlentaucher am 6. Oktober 2021

- Stipendium: Morticia Zschiesche.

Jury 2022: Viola Fügen, Filmproduzentin; Erdmann Lange, Kinobetreiber; und Olga Baruk, Filmkritikerin und Gewinnerin des Siegfried Kracauer Preises für die Beste Filmkritik 2021

### Preisverleihung 2023
- Beste Filmkritik: Julia Lorenz mit ihrer Rezension zum Film Black Panther 2: Wakanda Forever, erschienen unter dem Titel „Kleine Flügelchen flattern an seinen Knöcheln“ auf Zeit online am 9. November 2022

- Shortlist:
  - Rajko Burchardt mit „Im Kino gewesen. Das Licht gesehen“, Filmkritik zu Steven Spielbergs The Fabelmans, erschienen im Perlentaucher am 8. März 2023.
  - Cosima Lutz mit „Sisi & Ich“, Filmkritik zu Frauke Finsterwalders Sisi & Ich, erschienen im Filmdienst am 30. März 2023.
  - Daniel Moersener mit „Ich werde dich zu einem Spektakel machen“, Filmkritik zu Jordan Peeles Nope, erschienen in Die Zeit am 4. August 2022.
  - Janick Nolting mit „Früher waren mehr PS“, Filmkritik zu Til Schweigers Manta Manta – Zwoter Teil, erschienen bei artechock am 30. März 2023.

- Stipendiat 2022/23: Leonard Geisler.

Jury 2023: Claudia Steffen, Filmproduzentin; Ali Samadi Ahadi, Regisseur und Drehbuchautor; und David Hugendick, Filmkritiker und Gewinner des Siegfried Kracauer Preises für die Beste Filmkritik 2022

### Preisverleihung 2024
- Beste Filmkritik: (wird am 31. Oktober 2024 im Rahmen von DOK Leipzig bekanntgegeben)

- Shortlist
  - Silvia Bahl mit „Theatre of Violence“, Filmkritik zu Theatre of Violence von Lukasz Konopa und Emil Langballe, erschienen auf filmdienst.de am 14. September 2023
  - Esther Buss mit „Nataschas Tanz“, Filmkritik zu Nataschas Tanz von Jos Stelling, erschienen bei filmdienst.de am 11. Juli 2024
  - Denise Bucher „Gegen den Nazikitsch“, Filmkritik zu The Zone of Interest  von Jonathan Glazer, erschienen in der Neue Zürcher Zeitung am 18. Februar 2024
  - Daniel Gerhardt mit „Amy Winehouse, zum Klischee verkleinert“, Filmkritik zu Back to Black von Sam Taylor-Johnson, erschienen bei Die Zeit am 11. April 2024
  - Till Kadritzke mit „Megalopolis“, Filmkritik zu Megalopolis von Francis Ford Coppola, erschienen bei critic.de am 18. Mai 2024.

- Siegfried Kracauer Preis für die Beste Innovative Form der Filmkritik:  Elí Roland Sachs für „Sind wir jetzt freigesprochen oder schuldig?“, ein Diskursvideo über ein Gespräch mit Filmemacher Georg Nonnenmacher und Editorin Yana Höhnerbach zu ihrem Dokumentarfilm „Auf Anfang“

Jury 2024: Ulla Lehmann, Filmproduzentin; Tom Urban, Filmverleiher und Kinobetreiber; und Julia Lorenz, Filmkritikerin und Gewinnerin des Siegfried Kracauer Preises für die Beste Filmkritik 2023